# Marian Kruczek

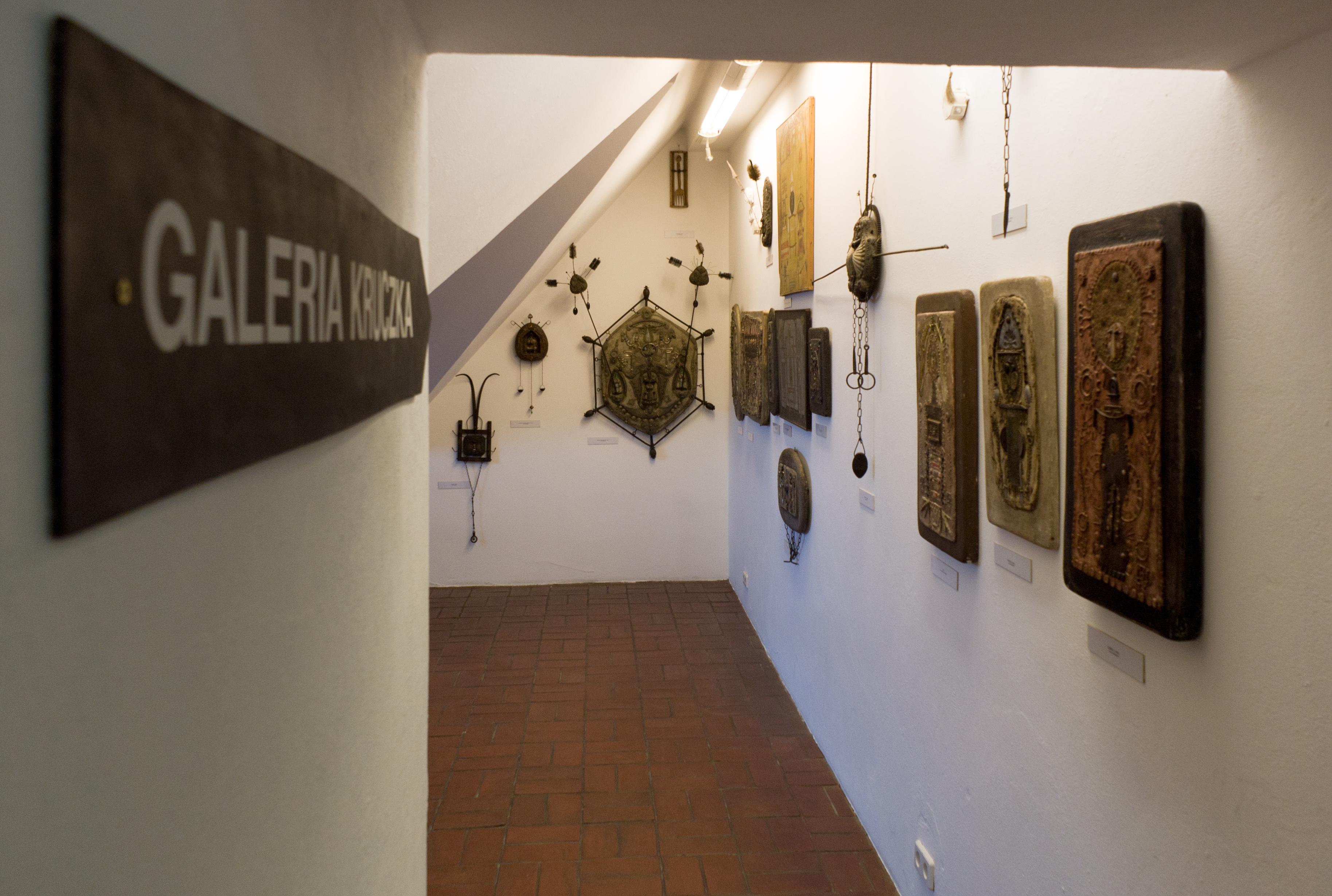
Galeria Mariana Kruczka w Muzeum Historycznym w Sanoku

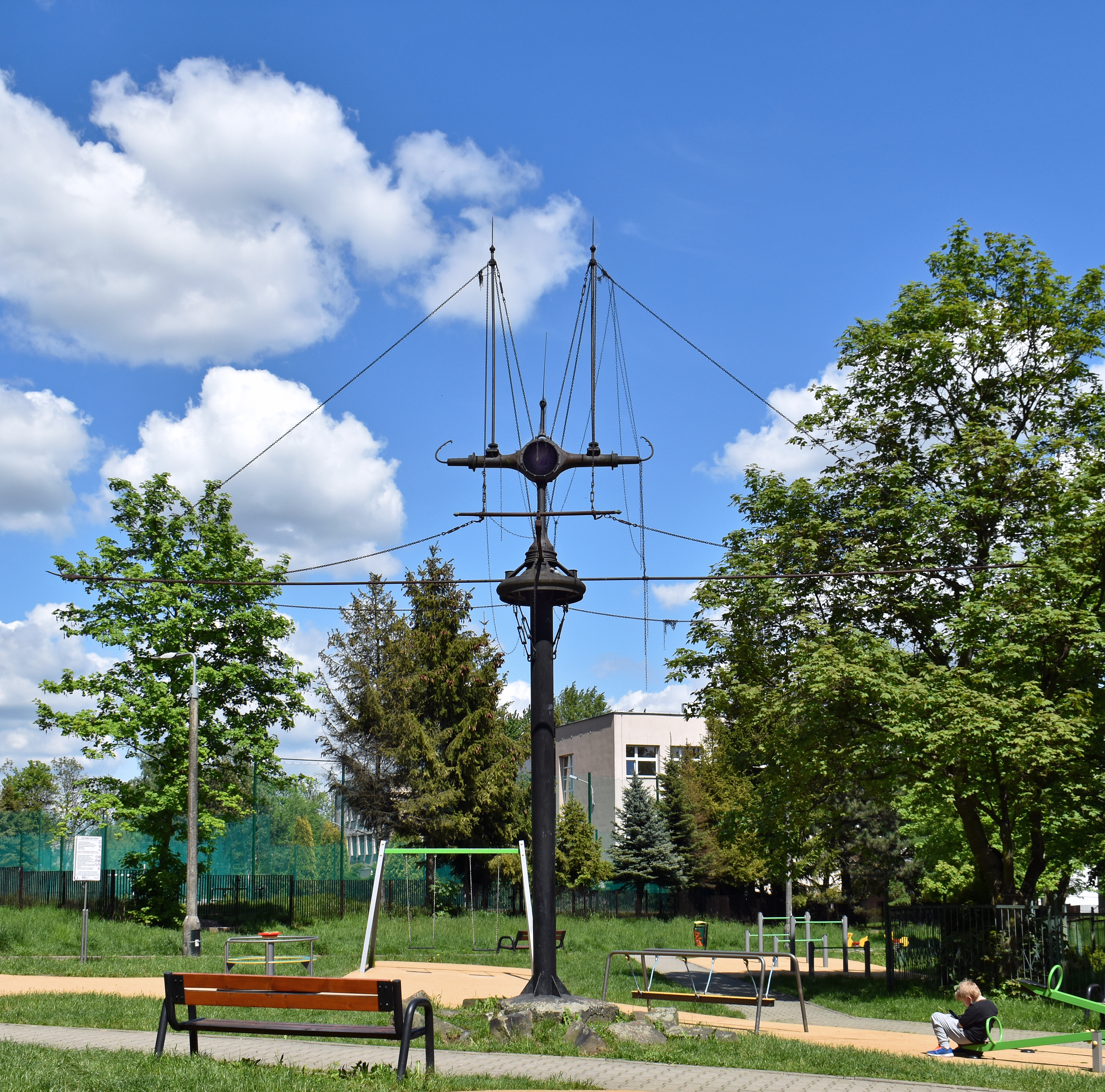
„Zdobyta przestrzeń” (1974)
Kraków os. Tysiąclecia

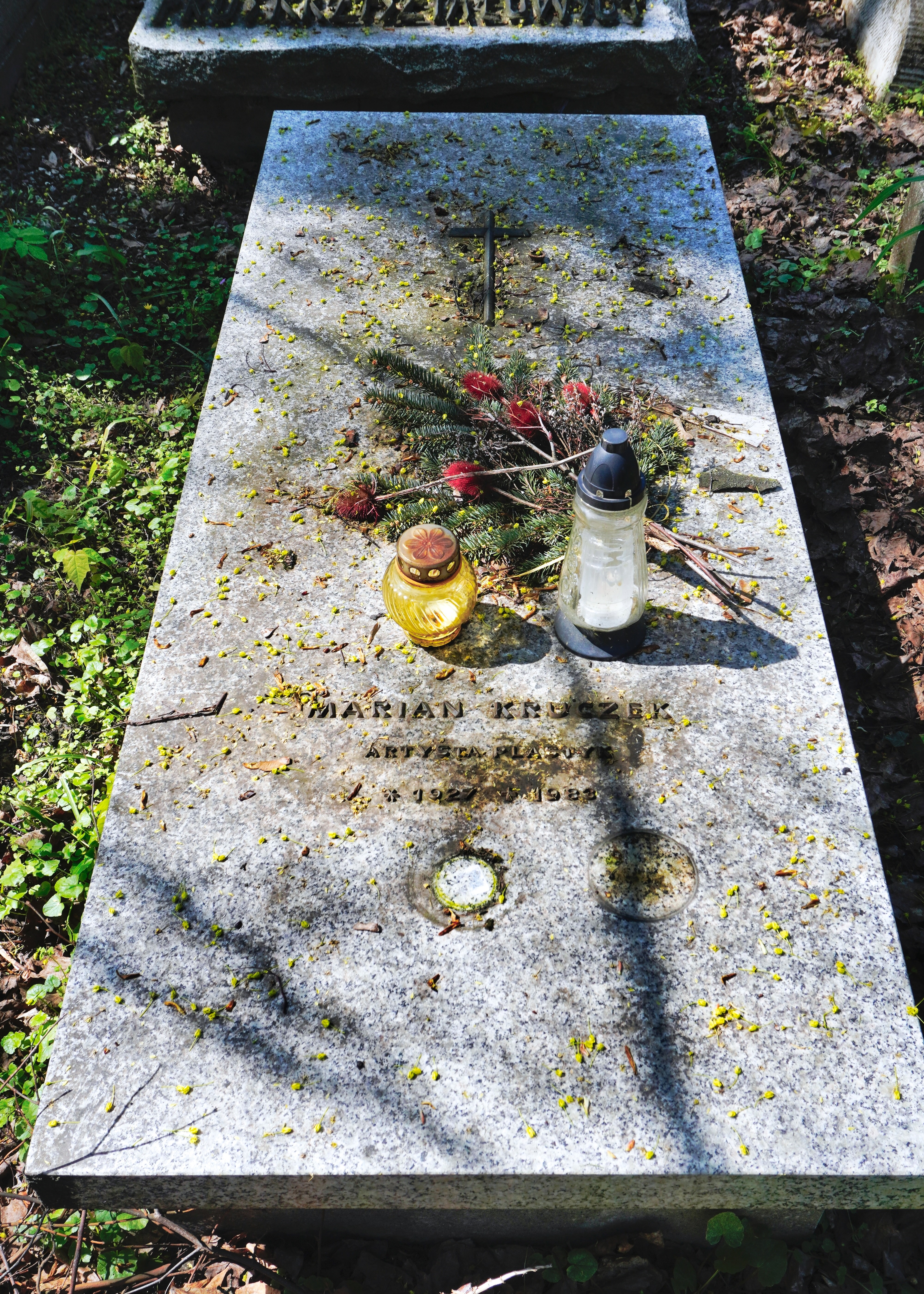
Grób Mariana Kruczka na cmentarzu Rakowickim w Krakowie

Marian Kruczek (ur. 27 grudnia 1927 w Płowcach, zm. 12 grudnia 1983 w Krakowie) – polski artysta plastyk, malarz, grafik i rzeźbiarz.

## Życiorys
Naukę rozpoczął w Płowcach, a następnie uczęszczał do Gimnazjum nr 2 im. Królowej Zofii w Sanoku. W 1946 przeniósł się do Krakowa, gdzie kontynuował naukę w Liceum Sztuk Plastycznych (pomocy udzielił mu wówczas Bronisław Naczas), w 1948 uzyskał maturę. W 1954 ukończył studia na Wydziale Malarstwa Akademii Sztuk Pięknych im. Jana Matejki w Krakowie, był uczniem m.in. prof. Wojciecha Weissa i Zbigniewa Pronaszki. W 1955 uzyskał dyplom w pracowni prof. Tadeusza Łakomskiego.
W 1945 jego prace znalazły się na pierwszej powojennej wystawie wspólnej sanockich artystów zorganizowanej przez Muzeum Historyczne w Sanoku. W listopadzie 1951 ożenił się z Józefą Sobór. W 1952 przyszedł na świat ich jedyny syn, Paweł Kruczek, obecnie grafik, rysownik, projektant wnętrz. Został pracownikiem naukowym i wykładowcą krakowskiej ASP na stanowisku docenta. W 1956 zamieszkał w krakowskiej Nowej Hucie. W latach 1956–1959 prowadził ognisko plastyczne w Zakładowym Domu Kultury. Pod swoim blokiem na os. Centrum D prowadził Galerię „Pod Chmurką”. Uprawiał malarstwo, rzeźbę, grafikę. Swoje prace prezentował na ponad 50 wystawach indywidualnych, oraz uczestniczył w przeszło 150 wystawach zbiorowych w kraju i za granicą. Między innymi w Krakowie, Rzeszowie, Warszawie, Opolu, Gdańsku, Zielonej Górze, oraz za granicą w Szwecji (Uppsala), Belgii (Galeria Maya w Brukseli), Stanach Zjednoczonych (Miami), Norwegii, Niemczech, Jugosławii, Anglii, na Węgrzech.
Zmarł nagle 12 grudnia 1983 w szpitalu w Nowej Hucie. Został pochowany na cmentarzu Rakowickim w Krakowie 17 grudnia 1983 (kwatera FD, rząd 3, miejsce 12).

## Teatrzyk lalek Widzimisie
We wrześniu 1958 roku grupa nowohuckich plastyków założyła teatrzyk lalek w bloku przy dawnej ulicy Demakowa 10 (obecnie Ignacego Mościckiego 43) na osiedlu C-2 (obecnie Górali). W budynku tym po przebudowie od 1963 roku mieściło się Muzeum Czynu Zbrojnego w Krakowie. Pomieszczenia zajmowane przez teatr znajdowały się na parterze, a wchodziło się do nich z przełączki. Opiekunem teatru był ZDK HiL, który przekazał fundusze na wyposażenie teatru. Spektakle odbywały się w środę, sobotę i niedzielę o godzinie 17-tej. Rozpoczął on działalność w listopadzie 1958 roku. Tworzył go 12 osobowy zespół w składzie: Kazimierz Adamczyk, Tadeusz Bernhard, Walenty Gabrysiak, Józefa Kruczek, Marian Kruczek, Danuta Urbanowicz. Za światło odpowiedzialny był Julian Jończyk. Kierownikiem zespołu był Jerzy Wroński. Przygotował on kilka spektakli: Przygody Puncha (listopad 1958), Skoczek Toczek (luty 1959), Zaklęty Rumak Bolesława Leśmiana w opracowaniu scenicznym Zbigniewa Kopalki (marzec 1960). Marian Kruczek, był jednym z aktorów. W spektaklu rolę lalek grały przedmioty codziennego użytku np. szczotka – jeża, a konewka – armatę. Teatrzyk został zamknięty w maju 1960 roku.

## Galeria pod Chmurką
Galeria “Pod Chmurką” powstała na skwerze pomiędzy blokami osiedla Centrum D. Pomysłodawcami  jej utworzenia według reporterów Głosu Nowej Huty mieli być członkowie miejscowego komitetu blokowego. Na skwerze z rur i dykty zamontowano “salon wystawowy” i umieszczono w nim prace Mariana Kruczka. Uroczyste otwarcie miało miejsce 27 maja 1973 roku. Wstęgę przecięła kierowniczka Wydziału Kultury Dzielnicowej Rady Narodowej Anna Siatkowska. Goście, którzy przybyli na wernisaż zostali zaprowadzeni do galerii przez pochód przebierańców. Niesiono w nim prywatny „cechowy” sztandar Mariana Kruczka, a przemarszowi towarzyszył  marsz grany na akordeonie. Wystawa prac Kruczka miała być czynna tylko dwa dni, potem przedłużono ją o tydzień. Ostatecznie zamknięto po trzech tygodniach. Na zakończenie odbył się wieczór autorski podczas którego Marian Kruczek wręczył zasłużonym osobom i instytucjom specjalne medale, które dla nich przygotował. Kolejną wystawę przygotowała Krystyna Hryńkowska. Galeria była czynna całą dobę, a umieszczonych w niej prac przez całą dobę społecznie pilnowali mieszkańcy osiedla.
Dziennikarze Głosu Nowej Huty apelowali do osób prywatnych i instytucji o wsparcie funkcjonowania galerii poprzez pożyczenie lub podarowanie płyt z eternitu na dach. Do tej pory bowiem galeria miała dach z płótna. Wznowiła działalność w czerwcu 1974 roku. Swoje prace prezentowali w niej: malarz Andrzej Wilk oraz Bogna Perz, Eugeniusz Mucha i Antoni Kawałko

## Upamiętnienie
- Poeta Janusz Szuber napisał wiersz pt. In memoriam Marian Kruczek (1927-1983)[17], wydany w tomikach poezji pt. Glina, ogień, popiół z 2003[18], Pianie kogutów z 2008[19].
- Reprodukcje prac Mariana Kruczka drukowano w tomiku poezji tego poety pt. 7 Gedichte / Wierszy z 1999, a jeden z nich trafił na okładkę tomiku poezji pt. Z żółtego metalu z 2000[20].
- W 2009 roku z okazji 60-lecia Nowej Huty zaprezentowano w Nowohuckim Centrum Kultury monograficzną wystawę prac artysty. Kilkadziesiąt jego dzieł posiada Muzeum Historyczne w Sanoku.
- W 2021 roku z inicjatywy mieszkańców dla upamiętnienia Mariana Kruczka i Galerii pod Chmurką na skwerze ustawiono rzeźbę, którą nazwano Robaczek[21].

## Odznaczenia i wyróżnienia
- Złoty Krzyż Zasługi
- Nagroda Ministra Kultury i Sztuki I stopnia
- W plebiscycie Towarzystwa Przyjaciół Sztuk Pięknych w Krakowie najlepszą rzeźba roku 1974 (spośród wystawianych w salonie0 została wybrana rzeźba M. Kruczka  „Mój żelazny kapitał, weselny posag dla sówki"[22]